# 阿道夫·朱克
阿道夫·朱克（英語：Adolph Zukor，1873年1月7日—1976年6月10日）是一位匈牙利裔美国电影制片人，出身於阿什肯納茲猶太人家庭。 16岁时，從奥匈帝国移民美国。他是派拉蒙影业的三位创始人之一。 1913年，他主持制作了美国第一部劇情長片曾达的囚徒。 